# Carolyn L. Mazloomi
Carolyn L. Mazloomi, née en août 1948 à Baton Rouge, est une auteure, conservatrice et artiste textile américaine.

## Biographie
Originaire de la Louisiane, Carolyn L. Mazloomi grandit dans une famille d'artistes et de peintres amateurs. Elle est diplômée de l'université Northrop à Inglewood, en Californie, et travaille à Los Angeles comme ingénieure en aérospatial.
Elle vit dans l'Ohio avec sa famille.

## Carrière professionnelle
Au début des années 1970, elle découvre un quilt ou patchwork appalachien sur un marché de Dallas, ce qui déclenche sa passion pour la confection d’œuvres textiles. Elle poursuit ses expériences de matelassage tout en obtenant son doctorat en ingénierie aérospatiale à l'université de Californie du Sud en 1984,. Elle est depuis retraitée pour son travail d'ingénieure aérospatial, de pilote et d'enquêtrice sur les sites d'accident de la Federal Aviation Administration.

## Carrière artistique
Carolyn L. Mazloomi est une ardente défenseure de la présentation et de la documentation des quilts fabriqués par les Afro-Américains. Ses propres quilts ou courtepointes racontent des histoires complexes sur l'héritage afro-américain et les expériences contemporaines,.
L’artiste travaille sur des quilts narratifs qui racontent des histoires à travers des éléments visuels. Les thèmes communs incluent la musique, inspirée par une tante qui possédait un Barrel House en Louisiane, et l'expérience afro-américaine pendant le Mouvement afro-américain des droits civiques,.
Au milieu des années 1980, après avoir tenté sans succès d'élargir son petit cercle de quilteuses afro-américaines basé à Los Angeles, Carolyn L. Mazloomi  publie une annonce dans le magazine Quilter's Newsletter afin de correspondre avec d'autres artistes. Son annonce conduit à la formation du Women of Color Quilters Network (WOCQN) en 1986,.
Parmi les membres fondateurs du WOCQN figurent Claire E. Carter, aRma Carter, Cuesta Benberry, Meloydy Boyd, Michael Cummings, Peggie Hartwell et Marie Wilson.
Carolyn L. Mazloomi  est membre du conseil d'administration de l'Alliance for American Quilts.

## Distinctions
Carolyn L. Mazloom reçoit le premier prix de l'Ohio Heritage Fellowship en 2003. Les boursiers du patrimoine de l'Ohio font partie des trésors culturels vivants de l'État. Ils incarnent le plus haut niveau d'accomplissement artistique dans leur travail, ainsi que le plus haut niveau de service dans l'enseignement et les autres activités qu'ils mènent dans leurs communautés pour s'assurer que leurs traditions artistiques restent fortes. 
En 2014, elle est lauréate du National Endowment for the Arts National Heritage Award, la plus haute récompense du pays pour l'art traditionnel. La même année, elle est intronisée au Quilters Hall of Fame Museum.